# Redbox Bowl 2018
Match précédent Match suivant
Le Redbox Bowl 2018 est un match de football américain de niveau universitaire joué après la saison régulière de 2018, le 31 décembre 2018 au Levi's Stadium de Santa Clara dans l'État de Californie aux États-Unis.
Il s'agit de la 17e édition du Redbox Bowl.
Le match met en présence l'équipe des Spartans de Michigan State issue de la Big Ten Conference et l'équipe des Ducks de l'Oregon issue de la Pacific-12 Conference.
Il débute à midi (heures locales) et est retransmis à la télévision par ESPN.
Sponsorisé par la société Redbox (en), le match est officiellement dénommé le Redbox Bowl 2018.
Oregon gagne le match sur le score de 7 à 6.

## Présentation du match
| Équipes                                                                                          | Conférences | Entraîneurs          | Stats. saison rég. | Classements avant le bowl CFP-AP-Coaches |
| ------------------------------------------------------------------------------------------------ | ----------- | -------------------- | ------------------ | ---------------------------------------- |
| Spartans de Michigan State                                                                       | B10         | Mark Dantonio (en)   | 7 - 5              | NC                                       |
| Ducks de l'Oregon                                                                                | PAC12       | Mario Cristobal (en) | 8 - 4              | NC                                       |
| Arbitre : Reggie Smith (Big XII) Équipe donnée favorite par les bookmakers : Oregon par 3 points |             |                      |                    |                                          |

Il s'agit de la 7e première rencontre entre ces deux équipes, les deux équipes ayant remporté trois matchs.

### Spartans de Michigan State
Avec un bilan global en saison régulière de 8 victoires et 4 défaites (5-4 en matchs de conférence), Michigan State est éligible et accepte l'invitation pour participer au Redbox Bowl de 2018.
Ils terminent 4e de l'East Division de la Big Ten Conference derrière #3 Ohio State, #14 Michigan et #17 Penn Sate.
À l'issue de la saison 2018, ils n'apparaissent pas dans les classements CFP, AP et Coaches.
Il s'agit de leur première apparition au Redbox Bowl.

### Ducks de l'Oregon
Avec un bilan global en saison régulière de 7 victoires et 5 défaites (5-4 en matchs de conférence), Oregon est éligible et accepte l'invitation pour participer au Redbox Bowl de 2018.
Ils terminent 4e de la North Division de la Pacific-12 Conference derrière #13 Washington, #10 Washington State et Stanford.
À l'issue de la saison 2018, ils n'apparaissent pas dans les classements CFP, AP et Coaches.
Il s'agit de leur première apparition au Redbox Bowl.

## Résumé du match
Résumé et photo sur la page du site francophone The Blue Pennant.
Début du match à 12 h 05, fin à 13 h 23 pour une durée totale de jeu de 3 h 18 min.
Températures de 13 °C, vent de Nord de 32 km/h, ciel dégagé.
| QT            | Temps         | Drive         | Drive         | Drive         | Équipe        | Description de l'action | Score | Score |
| ------------- | ------------- | ------------- | ------------- | ------------- | ------------- | --- | ----- | ----- |
| QT            | Temps         | Jeux          | Yards         | TDP           | Équipe        | Description de l'action | MSU   | ORE   |
| 3             | 09:57         | 12            | 64            | 4:59          | MSU           | Field goal de 34 yards par K Matt Coghlin                                                                                       | 3     | 0     |
| 3             | 01:17         | 8             | 31            | 03:30         | MSU           | Field goal de 34 yards par K Matt Coghlin                                                                                       | 6     | 0     |
| 4             | 11:19         | 6             | 77            | 01:40         | ORE           | TD de 28 yards par WR Dillon Mitchell après réception d'une passe de QB Justin Herbert + 1 point de conversion par K Adam Stack | 6     | 7     |
| Score final : | Score final : | Score final : | Score final : | Score final : | Score final : | Score final : | 6     | 7     |

## Statistiques
| Systèmes | Noms                 | Équipes                    | Postes        |
| -------- | -------------------- | -------------------------- | ------------- |
| Attaque  | Dillon Mitchell (en) | Ducks de l'Oregon          | wide receiver |
| Défense  | Josiah Scott         | Spartans de Michigan State | cornerback    |

| Statistiques                           | Spartans de Michigan State                         | Ducks de l'Oregon                                 |
| -------------------------------------- | -------------------------------------------------- | ------------------------------------------------- |
| 1er down                               | 19                                                 | 11                                                |
| 1er down à la course                   | 10                                                 | 2                                                 |
| 1er down à la passe                    | 9                                                  | 8                                                 |
| 1er down suite pénalité                | 0                                                  | 1                                                 |
| Conversion de 3e down                  | 8/22                                               | 2/14                                              |
| Conversion de 4e down                  | 0/3                                                | 0/1                                               |
| Jeux–yards                             | 86 jeux pour 331 yards                             | 60 jeux pour 203 yards                            |
| Yards à la course                      | 46 courses pour 159 yards (moy.= 3.5 yards/course) | 27 courses pour 37 yards (moy.= 1.4 yards/course) |
| Yards à la passe                       | 172                                                | 166                                               |
| Passes : Réussies-Tentées-Interceptées | 22/40 passes complétées, 1 interception            | 19/33 passes complétées, 0 interception           |
| Réussite en zone rouge/chances         | 2/3                                                | 0/0                                               |
| TD                                     | 0                                                  | 1                                                 |
| Field Goals                            | 2/3                                                | 0/0                                               |
| Sacks (Nombre-Yards)                   | 3 pour 21 yards adverses perdus                    | 3 pour 20 yards adverses perdus                   |
| Fumbles (Nombre/Perdus)                | 3/0                                                | 1/0                                               |
| Pénalités (Nombre/Yards perdus)        | 5 pour 35 yards perdus                             | 2 pour 25 yards perdus                            |
| Temps de possession                    | 37:15                                              | 22:45                                             |

| Spartans de Michigan State |                      |                                                                         |
| Quarterback                | Brian Lewerke (en)   | 22/40 passes complétées, 172 yards, 1 interception, 0 TD, 3 sacks subis |
| Meilleur coureur           | L J Scott            | 24 courses pour 84 yards nets gagnés, 0 TD                              |
| Meilleur receveur          | Cody White           | 6 réceptions pour 64 yards gagnés, 0 TD                                 |
| Meilleur tackler           | Bachie Joe           | 8 tacles dont 5 en solo                                                 |
| Ducks de l'Oregon          |                      |                                                                         |
| Quarterback                | Justin Herbert       | 19/33 passes complétées, 166 yards, 0 interception, 1 TD, 2 sacks subis |
| Meilleur coureur           | CJ Verdell           | 14 courses pour 43 yards nets gagnés, 0 TD                              |
| Meilleur receveur          | Dillon Mitchell (en) | 6 réceptions pour 70 yards gagnés, 1 TD                                 |
| Meilleur tackler           | Winston L. Jr.       | 10 tacles dont 6 en solo, 1 TFL (4 yards)                               |